# Atlabara FC
Atlabara Football Club w skrócie Atlabara FC – południowosudański klub piłkarski z siedzibą w Dżubie, występujący w pierwszej lidze południowosudańskiej.

## Sukcesy
- I liga[1]:
  - mistrzostwo (3): 2013, 2015, 2019.

- Puchar Sudanu Południowego[1]:
  - zwycięstwo (1): 2021.

## Występy w afrykańskich pucharach
| Sezon     | Rozgrywki           | Runda   | Kraj    | Klub                     | Dom | Wyjazd | Dwumecz      |
| --------- | ------------------- | ------- | ------- | ------------------------ | --- | ------ | ------------ |
| 2014      | Liga Mistrzów       | wstępna | Ghana   | Berekum Chelsea FC       | 2–0 | 0–2    | 2–2 (k. 0–3) |
| 2016      | Puchar Konfederacji | wstępna | Rwanda  | Police FC                | 2–1 | 1–3    | 3–4          |
| 2017      | Liga Mistrzów       | wstępna | Kamerun | Coton Sport FC de Garoua | 2–5 | 0–2    | 2–7          |
| 2019/2020 | Liga Mistrzów       | wstępna | Egipt   | Al-Ahly Kair             | 0–4 | 0–9    | 0–13         |
| 2021/2022 | Puchar Konfederacji | 1       | Sudan   | Al-Ahli Merowe           | 0–2 | 0–2    | 0–4          |

## Stadion
Domowe mecze klub rozgrywa na stadionie o nazwie Juba Stadium w Dżubie, który może pomieścić 12000 widzów.